# Assia Sidhoum
Assia Sidhoum née le 25 décembre 1996 à Tunis, est une footballeuse internationale algérienne , jouant au poste de milieu de terrain. Elle a concouru pour l'Algérie à la Coupe d'Afrique des Nations féminine 2018, disputant deux matches,,.

## Biographie
Née en Tunisie de parents algériens, Sidhoum déménage au Canada avec sa famille à l'âge de 18 mois,,.